# Poqomam (volk)
De Poqomam zijn een Mayavolk in Guatemala en El Salvador. Het Poqomam is een van de erkende Mayatalen en is verwant aan het Poqomchi'. Bevolkingsconcentraties van de Poqomam zijn te vinden in Chinautla (Guatemala (departement)), Palín (Escuintla) en in San Luis Jilotepeque (Jalapa).
Achi · Acateken · Aguacateken · Chuj · Garifuna · Ch'orti' · Itza · Ixil · Jacalteken · K'iche' · Kaqchikel · Lacandón · Mam · Mopan · Poqomam · Poqomchi' · Q'anjob'al · Q'eqchi' · Sacapulteken · Sipakapense · Tectiteken · Tz'utujil · Uspanteken · Xinka
Cacaopera · Chorotega · Lenca · Pipil · Poqomam · Q'eqchi'